# Parc de Gumà i Ferran
Parc de Gumà i Ferran är en park i Spanien.   Den ligger i provinsen Província de Barcelona och regionen Katalonien, i den östra delen av landet, 500 km öster om huvudstaden Madrid. Parc de Gumà i Ferran ligger 12 meter över havet.
Terrängen runt Parc de Gumà i Ferran är kuperad norrut, men åt sydväst är den platt. Havet är nära Parc de Gumà i Ferran åt sydost.  Närmaste större samhälle är Vilanova i la Geltrú, 0,58 km norr om Parc de Gumà i Ferran. 